# LOVE LIFE (黒沢薫のアルバム)
『LOVE LIFE』（ラヴ・ライフ）は、黒沢薫の2枚目のオリジナル・アルバム。販売元はキューンミュージック。

## 概要
DVD付初回生産限定盤には「薫のLOVE LIFE」と題されたDVD+スペシャル・アルバムブックレットを封入。
前作『Love Anthem』から7年半ぶりの新作で、鈴木雅之、PUSHIMがゲスト参加。
本作の発売を記念して同年8月15日・16日の2日間、ビルボードライブ東京でライブを開催。

## 収録曲
1. NIGHT FLIGHT [4:07]
  - 作詞：ZOOCO／作曲：黒沢薫／編曲：太田貴之
2. Break it down [3:22]
  - 作詞・作曲・編曲：竹本健一
3. Maybe,Baby... [5:13]
  - 作詞：ZOOCO／作曲：黒沢薫／編曲：K-Muto
4. 金星 〜twinklin' by the sea〜 [5:28]
  - 作詞：黒沢薫／作曲：黒沢薫・宇佐美秀文／編曲：松本圭司・宇佐美秀文
5. 心はいつも feat. 鈴木雅之 [4:45]
  - 作詞：松尾潔／作曲：黒沢薫／編曲：太田貴之
6. Miracles duet with PUSHIM [5:03]
  - 作詞：黒沢薫・PUSHIM／作曲：黒沢薫・松本圭司／編曲：宇佐美秀文
7. そばにいて [4:34]
  - 作詞・作曲：黒沢薫／編曲：松本圭司
8. LOVE LIFE [4:37]
  - 作詞：西寺郷太／作曲：黒沢薫／編曲：冨田謙